# Caso Pomar
El Caso Pomar  fue un proceso judicial argentino con que se caratuló la desaparición de la familia Pomar, que inició un viaje en automóvil el sábado 14 de noviembre de 2009 desde la localidad de José Mármol rumbo a Pergamino, Buenos Aires, sin llegar a destino. La familia estaba compuesta por Fernando Pomar, su esposa Gabriela Viagrán, y sus hijas menores Candelaria y Pilar.
La familia Pomar estuvo desaparecida por 24 días, hasta que el martes 8 de diciembre de ese año las autoridades, alertadas por la denuncia telefónica de un albañil, hallaron los restos de los integrantes de la familia, dispersos alrededor de su propio automóvil, a cincuenta metros de la Ruta 31.
Las pericias indicaron que sufrieron un accidente automovilístico el mismo día de su partida. El caso conmovió al país y ocupó los principales diarios y noticieros.

## Contexto

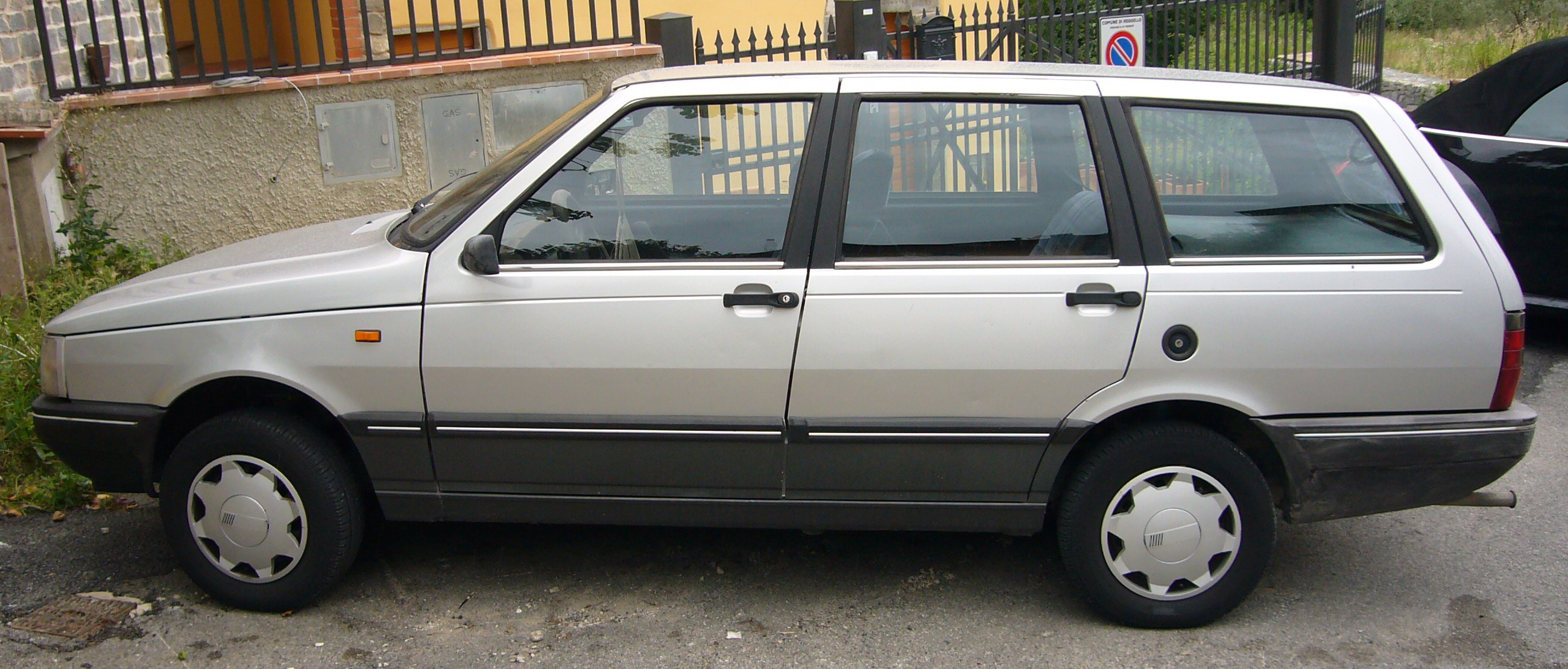
Fiat Duna Weekend similar al que conducía Fernando Pomar.

Un video de la cámara de seguridad de un puesto de peaje registró el paso de un automóvil marca Fiat Duna Weekend, color rojo, con la familia a bordo cerca de la ciudad de Luján a las 20:07 de Argentina, el 14 de noviembre. Este hecho derivó en un infructuoso rastrillaje policial para hallar a la familia.
Más adelante, un nuevo video de una cámara de seguridad de otro peaje registró a la familia.
Un hijo de un matrimonio anterior de Gabriela quedó a cargo de una familia amiga. Jorgelina, integrante de esa familia, especuló que si el caso es una fuga no hubiesen dejado a Franco (el hijo) a cargo de ellos ya que ella "es una madraza".
Luis estaba desocupado, y había concertado una entrevista laboral el lunes 16 en Pergamino.
Testigos y otra filmación hecha en una estación de servicio de Villa Regina (Río Negro) afirmaron verlos en esa provincia a bordo de un auto color rojo. Un pariente directo de la familia reconoció al padre de la familia en el video.
Los videos y mensajes de texto que mandó la familia a sus parientes en diferentes horarios, hicieron pensar a los investigadores que el auto iba lento, a unos 80 km/h aproximadamente, y que en un tramo de la ruta desaparecieron misteriosamente.

## Hipótesis
La fiscal Karina Pollice, a cargo de la causa, no tenía indicios sobre lo sucedido, pero descartó el accidente automovilístico. Analizaba, en cambio, la existencia de una supuesta "conflictividad familiar". Sin tener contacto con el área donde se les perdió el rastro, confió en la información de la policía bonaerense, abocada a rastrillajes. Los investigadores del caso tenían seis conjeturas acerca del destino de la familia:
Estaban fuera del país
Esta teoría era improbable al haberse encontrado los documentos de identidad de las menores en la casa. Indocumentadas, ninguna aduana iba a dejarlas pasar. Además, habían hecho llamadas a celulares de los familiares avisando que ya iban llegando a destino.
Escaparon debido a las deudas
La casa estaba en venta, y el padre desocupado desde mayo. No podía abonar la hipoteca. Esto sugirió que podía ocurrir que el prestamista que le dio el dinero fuera alguien peligroso.
Drama familiar
Se pensó que el padre podría haber asesinado a su familia. Hay testigos que afirman que había desencuentros, pero que no eran tan extremos. Incluso pudo ser alguna expareja quien hubiera cometido el crimen, pero los cuerpos habrían aparecido en seguida.
Secuestro
De ser un secuestro, sus captores tendrían que haber pedido rescate. De ser secuestro express, sus cuentas bancarias tendrían que estar vacías. Los periodistas, buscando títulos y audiencia, crearon la hipótesis de una supuesta conexión de Fernando Pomar, que era químico, con el Cártel de Sinaloa (México).
Accidente
Fue la verdadera causa de muerte de los Pomar, aunque luego de intensivos rastrillajes terrestres y aéreos por las rutas por donde se suponía que ellos circularían, la hipótesis quedó totalmente descartada por las autoridades policiales al no obtener ni una pista de la familia en cuestión, y enfocaron la búsqueda en los ríos y arroyos de la zona, suponiendo un homicidio.
Asalto
En tal caso, el auto habría ido a un desarmadero y la familia, secuestrada o muerta, pero no había testigos.

### Desenlace
La policía hizo varios rastrillajes por tierra con patrulleros, caballos, perros y personas a pie, por aire con helicópteros y por agua con lanchas. Supuestamente, se hizo todo bien y nada habían hallado en la ruta por donde fueron los Pomar. Por eso, la fiscal del caso descartó la hipótesis del accidente. Pero el martes 8 de diciembre de 2009, toda la familia Pomar fue hallada muerta al costado de la Ruta provincial 31, en un monte con alta y espesa vegetación, y se confirmó que sufrieron un accidente automovilístico.
Se cruzaron entonces las acusaciones de los medios de comunicación y los familiares de los Pomar, acusando a la Policía de la Provincia de Buenos Aires, al entonces ministro de seguridad de la provincia, Carlos Stornelli, y a la fiscal del caso, Karina Police, de no investigar bien, ya que habían hecho rastrillajes por ese lugar pero no los habían encontrado, e incluso antes de iniciar las investigaciones buscaban inculpar al propio padre de la familia, sin prueba alguna. Hubo gran descontento social contra los medios, porque al buscar titulares, acusaron de cosas terribles, y falsas, a Fernando Pomar. 
Las acusaciones más graves fueron porque, tras el accidente, algún miembro de la familia podría haber sobrevivido algunas horas, y si lo hallaban a tiempo quizás se habría salvado; pero la mala investigación del caso hizo que tras 24 días los hallaran en avanzado estado de descomposición. El entonces gobernador de Buenos Aires, Daniel Scioli, pidió la renuncia a Stornelli por este caso, entre otras cosas.

### Cronología
- 14/11/09

18.30: El matrimonio Pomar partió ese día en un Fiat Duna Weekend rojo de su vivienda de José Mármol junto a sus dos hijas, de 3 y 6 años rumbo a Pergamino, su ciudad natal, a visitar parientes y porque Fernando Pomar tenía una entrevista laboral. Pero primero dejaron al hijo de Gabriela de un matrimonio anterior en la casa de unos amigos porque el lunes 16 debía rendir un examen y el matrimonio Pomar tenía planeado volver de Pergamino ese mismo día pero a la noche. Eran cerca de las 19 cuando se fueron y avisaron por mensaje de texto a un familiar que decía: "Estamos yendo".
Cerca de las 20: Gabriela, la mujer desaparecida junto a su familia hasta ese entonces, mantuvo una conversación telefónica con una amiga abogada de ella que los esperaba para cenar en Pergamino. Durante la conversación, Gabriela le dijo que se encontraban a la altura de Claypole. A su vez, el padre de Gabriela recibe un mensaje de texto en el que le informan que estarían en Pergamino a eso de las 22.
- 15/11/09: Familiares del matrimonio Pomar en Pergamino denuncian la desaparición de Fernando Pomar (40), su esposa Gabriela Viagrán (37) y sus dos hijas Pilar (3) y Candelaria (6). La investigación quedó así en manos de la fiscal Karina Pollice, titular de la Unidad Funcional de Instrucción del Departamento Judicial Pergamino. Desde entonces, comenzaron las tareas de rastrillaje.

- 16/11/09: El albañil Casimiro Frutos llama al 911 alertando que había visto al automóvil desde un micro doble piso. Su advertencia cayó en saco roto.[3]
- 19/11/09: El teléfono celular de Viagrán se habría activado en Chivilcoy. La policía dijo que sí, pero la fiscal lo negó.

- 20/11/09: Los investigadores obtienen una imagen de video captada el día de la desaparición por las cámaras el peaje de Villa Espil, en la ruta 7, donde solamente se alcanza a ver a Fernando Pomar en su auto.

- 23/11/09: Aparece una segunda imagen de las cámaras de seguridad de otro peaje de la ruta 7, cerca de Luján, tomada unos 20 minutos antes de la otra, en la que se ve a los cuatro integrantes de la familia dentro del Fiat Duna Weekend rojo en el que circulaban.

- 26/11/09: Un testigo dijo haber visto a toda la familia pasear de manera tranquila por un centro comercial de la localidad de Ameghino cinco días después de la desaparición, pero los investigadores descartaron esa versión.

- 28/11/09: El subsecretario de Investigaciones del Ministerio de Seguridad, Paul Starc, viajó a Pergamino y se entrevistó con los familiares de los desaparecidos. Dijo que no se descartaba ninguna hipótesis.

- 30/11/09: La encargada de la Sociedad Protectora de Animales de Tres Arroyos afirmó que los Pomar le dejaron su caniche toy. Las pesquisas los descartaron inmediatamente. También el albañil Frutos vuelve a llamar al 911, realizando nuevas advertencias sobre el lugar donde había visto los restos.[3]

- 1/12/09: Allanan por segunda vez la casa de la familia en José Mármol en busca de un arma de fuego que, según testigos, Fernando había comprado recientemente para su seguridad, pero no la encontraron. El ministro de Seguridad bonaerense, Carlos Stornelli, opinó que el caso Pomar no tenía que ver con la inseguridad. Se inclina por al hipótesis de la desaparición voluntaria.

- 4/12/09: Hallan un Fiat Duna Weekend incendiado en Morón pero luego determinan que era gris y no rojo como el de los Pomar. Continúan los operativos de búsqueda y la fiscal evalúa hipótesis como "accidente" o "secuestro".

- 7/12/09: La fiscal Pollice dijo que se evaluaba la posibilidad de ofrecer una recompensa para aquellas personas que aportaran datos sobre el paradero de los Pomar y aseguró que los iban a seguir buscando sin límite temporal.

- 8/12/09: Se encuentra a la vera de la ruta 31 en cercanías a la ciudad de Salto, entre matorrales y árboles un vehículo Fiat Duna Weekend dado vuelta y 4 cadáveres, se constata en breve que se trata de la familia Pomar, desaparecida 24 días antes.[4] El auto estuvo en ese lugar desde que se accidentó el mismo día de la desaparición, y donde Casimiro Frutos le había advertido al 911 que estaba.[3]

- 9/12/09: tras la culminación de las autopsias a los cuerpos hallados se presupone que podrían haber quedado con vida al cabo de unas horas tras el accidente, al menos Gabriela Viagrán por el tipo de lesiones sufridas.

### Sanciones a policías
En noviembre de 2017, el juez Carlos Picco, subrogante del Juzgado Correccional Nº 2 condenó por el delito de falsedad ideológica de documento público (Artículo 293 del Código Penal) a quien en esa época integraban la Patrulla Rural de Salto: el entonces jefe, Daniel Fabián Arruvito, a un año y dos meses de prisión en suspenso y a Luis Ángel Quiroga a un año de prisión en suspenso. Y a Benito Faustino Barcos lo absolvieron por entender que no ha tenido responsabilidad al comandar el puesto de vigilancia de Gahan. El juez dictaminó que se habían falseado las actas de rastrillajes de búsqueda de los cuatro integrantes de la familia Pomar – Viagrán accidentados el 14 de noviembre de 2009. No obstante en una segunda instancia, ambos condenados fueron absueltos. María Cristina Robert, madre de la víctima Gabriela Viagrán, dijo que este fallo, que deja el caso sin responsables, le generó un “dolor e impotencia muy fuertes”.